# 李连贵熏肉大饼

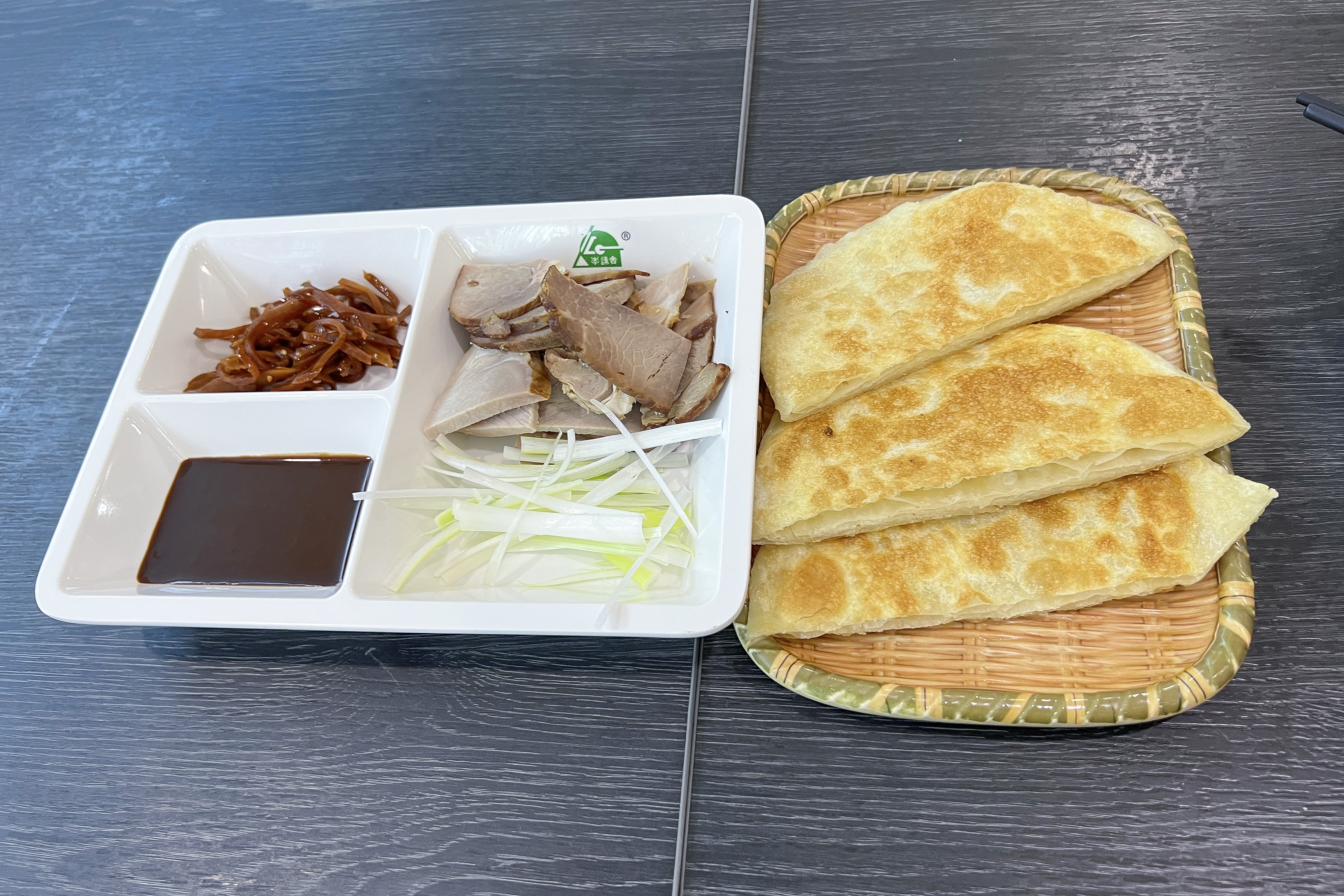
北京一间分店的李连贵熏肉大饼

李连贵熏肉大饼由河北省滦县人李广忠（乳名李连贵）于1908年在吉林省梨树县创制，是东北地区一种小吃。
熏肉是由特别选择的猪肉加入中草药和调料炖煮熏制而成，号称“肥而不腻，瘦而不柴”。大饼使用煮肉老汤加入油和面，烙制后色泽金黄，里软外酥。食用时将熏肉、葱丝、面酱用大饼卷起或将大饼切开后将熏肉、葱丝与面酱放入大饼夹层内即可，即另称肉夹馍。

## 历史
李连贵1887年6月12日生于直隶省滦县柳庄。弟兄五人，排行老大 。光绪二十年（1894年）李连贵跟随父母闯关东到梨树县城，15岁时，父亲去世。李连贵开“兴盛厚”生肉铺，兼营熟肉、兰饼。1904年李广恩之子李尧生于梨树。
1908年春，李连贵开小饭馆。后中医高品之告诉李连贵中草药熏肉秘方。1910年制作出李连贵熏肉大饼。在高品之建议之下挂出“李连贵熏肉大饼铺”的招牌。1940年李连贵年老患脑溢血病故，享年54岁。病时，将配方传给二弟李广恩，同年在李广恩主持下分家。
1941年，李连贵过继之子侄儿李尧带老汤、配方迁居四平挂出李连贵的招牌。李连贵三弟得到配方。
1937年四平市道东北市场增设一处。
1950年，李尧让24岁的次子李春生带着老汤、配方来到了沈阳城内广生堂胡同中街鼓楼西南角开设一处。
1956年1月23日，“兴盛厚”申请加入公私合营。李尧任四平站前饭店经理。
1958年李春生公开配方。同年，邓小平品尝李连贵熏肉大饼。翌年陈云品尝。1959年12月李尧被选为四平市政协委员。1963年朱德、彭真来沈阳品尝。
文化大革命时期，李春生被打倒。李春生坚持每隔一周把老汤熬一遍。
文化大革命期间，李尧遭迫害，四平道东、道里两处李连贵大饼铺均被查封。道东李连贵大饼铺改称胜利大饼铺，道里李连贵大饼铺改称新立大饼铺。饼形改为长圆形的普通面食。
十一届三中全会以后，四平市饮食服务公司恢复了“李连贵熏肉大饼”老字号。
1979年1月李尧春节前某夜煤气中毒死亡，终年75岁。李尧长子李春林，孙子李玉、李宝在四平继承祖业。4月，沈阳“李连贵熏肉大饼店”重新开张，恢复传统操作方法和风味。1980年，李连贵熏肉大饼被吉林省人民政府命名为优质风味品种；
1984年沈阳“李连贵熏肉大饼店”取得法人资格，后因动迁停业。
1985年，李连贵熏肉大饼被吉林省誉为风味食品；
前国家主席杨尚昆、前国务院总理李鹏等中国国家领导人都曾品尝。
1986年拆除旧房，在原址建李连贵风味大酒楼。
1984年与1995年李连贵风味大酒楼李连贵熏肉大饼在国家商标局分别注册了商品商标和服务商标。
1997年，李连贵熏肉大饼获得“中华名小吃”和“著名商标”称号。
四平市饮食服务公司改革管理体制，1998年9月10日将其原注册商标变更给“四平市李连贵风味大酒楼”。
四平市李连贵风味大酒楼于1985年11月20日工商法人注册登记。
1997年4月13日，李连贵风味大酒楼发文免去李玉在其餐饮部的经理职务，停止了李玉的工作。
2001年5月在沈阳市沈河区正阳街回迁挂牌“沈阳李连贵熏肉大饼餐饮中心”开业。
2002年吉林省四平市铁西区人民法院民事判决沈阳李连贵熏肉大饼餐饮中心停止使用“李连贵”牌服务商标。7月26日四平市中级人民法院驳回沈阳李连贵的上诉。
2004年10月14日，国家工商总局商标局批准沈阳李连贵熏肉大饼餐饮中心于2002年12月9日申请的“关东富贵”商标。
2006年11月7日商务部发文《商务部关于认定第一批“中华老字号”的通知》商改发[2006]607号，认定“四平市李连贵风味大酒楼（注册商标：李连贵）”为“中华老字号”。
2008年12月4日，沈阳市商业局认定“沈阳市李连贵熏肉大饼餐饮中心（注册商标：关东富贵）”为“沈阳老字号”。
2008年12月17日，沈阳李连贵熏肉大饼餐饮中心在国家商标局申请注册了两个营销类文字商标：“李连贵”、“李连贵熏肉大饼”，即商标保护范围35类：广告，特许经营商业连锁管理，饭店商业管理等进行了商标注册申请。2012年3月6日国家商标局驳回了四平异议申请，准予核准注册。